# 鲍里亚陨石坑
鲍里亚陨石坑（Borya）是位于月球正面雨海西部的一座小撞击坑，是前苏联搭载了月球车1号的太空探测器-月球17号的登月点，其名称取自俄语名“鲍里斯”的昵称，以纪念苏联科学院科学遥控小组负责人鲍里斯·维克托罗维奇·涅波克罗诺夫（Борис Викторович Непоклонов），2012年6月14日被国际天文学联合会正式接受，但该名称并不特指具体之人。

## 描述

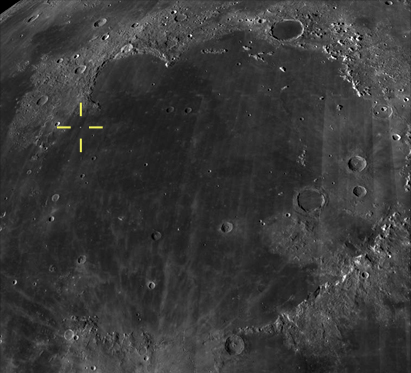
鲍里亚陨石坑在雨海中的位置

该陨坑坐落在月球17号着陆点以北1400米处，位于月球车1号行走路线上，沿途的其它一些小陨坑如尼古亚陨石坑、瓦西亚陨石坑、斯拉瓦陨石坑、伊戈尔陨石坑、科什焦陨石坑、维佳陨石坑、吉纳陨石坑、瓦雷拉陨石坑、柯里亚陨石坑、列昂尼德陨石坑及艾伯特陨石坑都被予以了各自赋名。
该陨坑中心月面坐标为38°18′N 35°00′W / 38.3°N 35°W，直径0.40公里，深约2.43公里。
鲍里亚陨石坑外观呈圆杯状，坑内布满众多极细小的撞击坑，坑壁最大高出周边地形约560米。

## 参引资料
1. ↑  .   [2017-06-29]. （原始内容存档于2020-11-27）.
2. 1 2  Lunar Impact Crater Database